# Wladimir Iwanowitsch Jerofejew
Wladimir Iwanowitsch Jerofejew (russisch Владимир Иванович Ерофеев; * 1920 in Petrograd; † 2011 in Moskau) war ein russischer Französisch-Dolmetscher.
Er war zudem Übersetzer Stalins und seit 1955 sowjetischer Kulturattaché in Paris. Vom 25. September 1965 bis zum 25. August 1966 war er als Botschafter in Dakar für Senegal und Gambia akkreditiert.
Jerofejew arbeitete in den 1970er-Jahren als sowjetischer Botschafter bei den internationalen Organisationen in Wien. Als die Werke seines Sohnes Wiktor (* 1947) dem Regime negativ auffielen, wurde Wladimir Jerofejew 1979 aus Wien abgezogen. Sein zweiter Sohn, Andrei (* 1956), ist ein renommierter Kunsthistoriker.